# Bayat (Bor)
Bayat ist ein Dorf im Bezirk Bor der türkischen Provinz Niğde. Es liegt etwa 20 Kilometer westlich von Bor und 30 Kilometer westlich der Provinzhauptstadt Niğde. Etwa fünf Kilometer nordöstlich des Ortes verläuft die Verbindungsstraße von Bor nach Altunhisar, mit der Bayat über eine Landstraße verbunden ist. An dieser Straße liegt, etwa drei Kilometer nordöstlich von Bayat, der Siedlungshügel Kınık Höyük, der von der Bronzezeit bis ins Mittelalter besiedelt war und Reste einer Zitadelle aus späthethitischer Zeit birgt.